# Gesetz zur weiteren Erleichterung der Sanierung von Unternehmen
Das  Gesetz zur weiteren Erleichterung der Sanierung von Unternehmen vom 7. Dezember 2011 sollte die wirtschaftlichen Rahmenbedingungen für die Sanierung von Not leidenden Unternehmen verbessern. Es war der erste Teil der im Koalitionsvertrag von 2009 teilweise festgeschriebenen Reformvorhaben des deutschen Insolvenzrechts.

## Inkrafttreten
Das Gesetz wurde am 13. Dezember 2011 im Bundesgesetzblatt verkündet. Änderungen der Insolvenzordnung (Art. 1), der Insolvenzrechtlichen Vergütungsverordnung (Art. 2), des Einführungsgesetzes zur Insolvenzordnung (Art. 3), des Gesetzes über die Zwangsversteigerung und die Zwangsverwaltung (Art. 6) und des Kreditwesengesetzes (Art. 9) traten am 1. März 2012 in Kraft. Änderungen des Gerichtsverfassungsgesetzes (Art. 4), des Einführungsgesetzes zum Gerichtsverfassungsgesetz (Art. 8), des Rechtspflegergesetzes (Art. 5) sowie das in Artikel 7 neu eingeführte Insolvenzstatistikgesetz (InStatG) treten zum 1. Januar 2013 in Kraft.

## Ziel und Evaluation des Gesetzes
Mit dem Inkrafttreten des Gesetzes trat die erste Stufe der bereits im Koalitionsvertrag teilweise festgeschriebenen Reformvorhaben im Insolvenzrecht ein. Ziele des Gesetzes sind es, die Sanierung von Unternehmen zu erleichtern, außerdem sollen Unternehmer eine Insolvenz künftig zu einem früheren Zeitpunkt beantragen. Dies soll motiviert werden durch die Punkte
- Auswahl des Insolvenzverwalters
- Vereinfachung des Zugangs zur Eigenverwaltung,
- Erweiterung und Straffung des Insolvenzplanverfahrens sowie
- eine größere Konzentration der Zuständigkeit der Insolvenzgerichte.

Vom Gesetzgeber war eine Evaluation des Gesetzes nach fünf Jahren festgelegt worden. Sie startete 2017 und wurde von einer wissenschaftlichen Forschergemeinschaft bearbeitet, die ihr Ergebnis am 30. April 2018 dem beauftragenden Bundesministerium der Justiz übergab. Der Bericht wurde dem Bundestag und dem Bundesrat weitergeleitet, sowie im Oktober 2018 veröffentlicht und online gestellt.
Im Ergebnis empfahlen die Gutachter, die neuen Regelungen beizubehalten, da sie sich weitgehend bewährt hätten. „Insbesondere die Eigenverwaltung habe seit der Reform an Bedeutung gewonnen.“ Zu Einzelfragen schlage der Bericht Änderungen vor, welche jedoch die grundsätzliche Ausrichtung des ESUG nicht in Frage stellen, heißt es in der Stellungnahme der Bundesregierung.